# Twin Falls
Twin Falls é uma cidade localizada no estado americano de Idaho, no Condado de Twin Falls.

## Demografia
Segundo o censo americano de 2000, a sua população era de 34.469 habitantes.
Em 2006, foi estimada uma população de 40.380, um aumento de 5911 (17.1%).

## Geografia
De acordo com o United States Census Bureau tem uma área de
31,1 km², dos quais 31,1 km² cobertos por terra e 0,0 km² cobertos por água. Twin Falls localiza-se a aproximadamente 1138 m acima do nível do mar.

## Localidades na vizinhança
O diagrama seguinte representa as localidades num raio de 28 km ao redor de Twin Falls.